# كلوريد الأليل
كلوريد الأليل هو مركب عضوي صيغته الكيميائية CH2=CHCH2Cl، وهو سائل عديم اللون غير قابل للذوبان في الماء، ويذوب في المذيبات العضوية الشائعة. يُحوَّل هذا المركب إلى إبيكلوروهدرين المُستخدم في إنتاج اللدائن.